# Кондряков Олександр Миколайович
Олександр Миколайович Кондряков (нар. 16 лютого 1953, місто Поті Грузинської РСР, тепер Республіка Грузія - 5 серпня 2021, Київ, Україна) — український громадський діяч, педагог, директор шкіл міста Севастополя. Народний депутат України 1-го скликання. 

## Біографія
Народився у родині військовослужбовця.
У 1970—1971 роках — учень кіномеханіка у місті Ялта Кримської області. У 1971 році — арматурник будівельного управління № 38 «Ялтаспецбуд» міста Ялти.
У травні 1971—1973 роках — служба в Радянській армії.
У 1973—1978 роках — студент Сімферопольського державного університету, здобув спеціальність викладача географії.
У серпні 1978 — вересні 1982 року — вчитель географії середньої школи № 19 міста Севастополя. У вересні 1982 — вересні 1983 року — заступник директора з навчально-виховної роботи середньої школи № 19 міста Севастополя.
Член КПРС з 1981 по 1991 рік.
У вересні 1983 — серпні 1987 року — директор середньої школи № 21 міста Севастополя. З серпня 1987 року — директор середньої школи № 53 міста Севастополя.
18.03.1990 року обраний народним депутатом України, 2-й тур, 58,80 % голосів, 5 претендентів. Входив до Кримської регіональної депутатської групи. Член Комісії ВР України з питань державного суверенітету, міжреспубліканських і міжнаціональних відносин.
Брав участь у створенні та діяльності партії «Союз підтримки Республіки Крим».
З травня 1994 року — голова правління Міжнародного державно-громадського благодійного фонду «Ліцей-Севастополь». Потім очолював громадську оргпанізацію «Міжнародний педагогічний клуб» у Києві.
З 2006 року — голова Всеукраїнської громадсько-педагогічної організації «Русская школа (Російська школа)».
Помер 5 серпня 2021 після тривалої хвороби, ускладненої COVID-19. Похований на Новому кладовищі у м. Вишгород.

## Сім'я
Дружина: Кондрякова (до шлюбу Захарченко) Олена Маратівна, 24.03.1954.
Діти:
- син: Кондряков Євген Олександрович, 19.08.1978.
- дочка: Кондрякова Світлана Олександрівна, 06.02.1980.
- дочка: Кондрякова Анастасія Олександрівна, 09.12.1985.